# Conduite des voix
La conduite des voix est « l'étude des principes qui gouvernent la progression des voix qui constituent une composition, tant séparément qu'en combinaison. Dans la tradition schenkérienne, cette étude commence par le contrepoint d'espèce rigoureux ». L'expression « conduite des voix » est la traduction usuelle de Stimmführung, expression courante dans la théorie allemande du XIXe siècle. En américain, le terme est traduit par Voice leading. L'expression anglaise analogue Part writing tend à s'effacer aujourd'hui au profit de Voice leading.
L'étude de la conduite des voix a pris une importance considérable avec les théories d'Heinrich Schenker, dont « le mérite principal dans ses premiers écrits est d'avoir démêlé le concept de degré (qui appartient à la théorie de l'harmonie) de celui de conduite des voix (qui est du domaine du contrepoint). Les deux ont été confondus pendant des décennies. Le travail de Schenker a amené une modification complète même dans les aspects externes de l'enseignement de l'harmonie, en ce qu'il a banni de son traité tous les exercices de conduite des voix, qu'il renvoie à l'étude du contrepoint ».

## Histoire
Après quelques siècles de tâtonnements et d'expérimentations — du IXe au XIe siècle —, la musique polyphonique occidentale se dote progressivement de règles précises de la conduite mélodique de voix superposées, qui se rassembleront progressivement dans ce qu'on a appelé ultérieurement contrepoint.
Les premières polyphonies sont appelées diaphonie ou organum. Jusqu'au XIe siècle, les descriptions de ces polyphonies primitives proviennent presque exclusivement de traités théoriques : elles concernent peut-être des pratiques improvisées, dont il ne reste pratiquement pas d'autres traces.
Le procédé le plus ancien est le parallélisme strict, lorsque deux voix évoluent en produisant simultanément les mêmes intervalles dans le même sens, mais pas à la même hauteur. Ce procédé est décrit dans les textes théoriques les plus anciens, notamment la Musica enchiriadis du début du Xe siècle. Les deux voix sont distantes entre elles d'une quarte, 
d'une quinte ou d'une octave. Les mêmes traités décrivent aussi le mouvement oblique — lorsqu'une voix monte ou descend pendant qu'une autre reste en place.
Le parallélisme, en particulier entre les consonances parfaites (quarte, quinte, octave), a rapidement été abandonné parce qu'il ne permet pas une véritable individualisation des voix. Les mouvements parallèles, cette fois en tierces ou en sixtes, sont réapparus entre le XIIe siècle et le XIVe siècle, dans les procédés du gymel et du faux-bourdon.
Le mouvement contraire a finalement été considéré le plus riche, mais il est plus difficile à pratiquer de manière improvisée. Il apparaît dès le XIe siècle et s'impose à partir du XIIe siècle, notamment dans le déchant.

## Principes
Une des règles principales de la conduite des voix est que les voix ne devraient pas se mouvoir inutilement, en particulier ne devraient pas abuser des mouvements disjoints. Cette règle a été exprimée diversement comme « règle du plus court chemin », comme « règle de la mélodie fluide » (ou « fluidité mélodique ») et comme « parcimonie ».
La règle du plus court chemin, souvent attribuée à Bruckner, est en vérité plus ancienne. Elle est exprimée notamment par Charles Masson (1705) :
Quand on jouë sur la Basse pour accompagner, les Parties supérieures pratiquent tous les Accords qui peuvent être faits sans quitter la corde où ils se trouvent ; ou bien elles doivent prendre ceux qu'on peut faire avec le moindre intervalle, soit en montant soit en descendant.
On la trouve aussi chez Jean-Philippe Rameau (1722) :
On ne peut passer d'une Notte à une autre que par celle qui en est la plus voisine.
Elle est formellement exprimée pour la première fois sous le nom de « règle du plus court chemin » par Johann August Dürrnberger(1841) :
Pour une succession régulière des accords dans l'accompagnement, trois principes essentiels sont généralement considérés, à savoir :
1. Lorsqu'un accord contient une ou plusieurs notes qui seront utilisées dans l'accord qui le suit immédiatement, ces notes devraient demeurer, c'est-à-dire maintenues dans leurs voix respectives.
2. Les voix qui ne demeurent pas immobiles suivent la loi du plus court chemin (Gesetze des nächsten Weges), c'est-à-dire que chacune de ces voix prend la note qui lui est la plus proche dans l'accord qui suit, s'il n'en résulte pas de succession interdite.
3. Si aucune note n'est présente dans un accord qui puisse être utilisée dans l'accord qui le suit immédiatement, il faut appliquer le mouvement contraire conformément à la loi du plus court chemin, c'est-à-dire que si la fondamentale progresse vers le haut, les parties d'accompagnement doivent descendre et si au contraire la fondamentale progresse vers le bas, les autres parties se meuvent vers le haut, dans les deux cas vers la note la plus proche dans l'accord qui suit.
Cette règle a été reprise par Bruckner, puis par Schoenberg qui, comme Schenker, avait suivi les cours de Bruckner à Vienne.
Schenker décrit la règle de fluidité mélodique comme ceci :
Si l'on veut éviter les dangers produits par les grands intervalles [...], le meilleur remède pour interrompre simplement la série des sauts, c'est-à-dire pour éviter un deuxième saut après le premier, sera qu'une seconde ou un intervalle à peine plus large suive le premier saut ; ou bien on changera la direction du deuxième intervalle ; et on peut aussi mettre les deux moyens en application.
Cette tactique produit une sorte de ligne mélodique en forme de vague, qui ne présente tout entière qu'une unité vivante et qui, par ses directions ascendantes et descendantes, donne l'image d'un équilibre dans toutes ses parties. On appelle une telle ligne « mélodie fluide » (fließender Gesang).

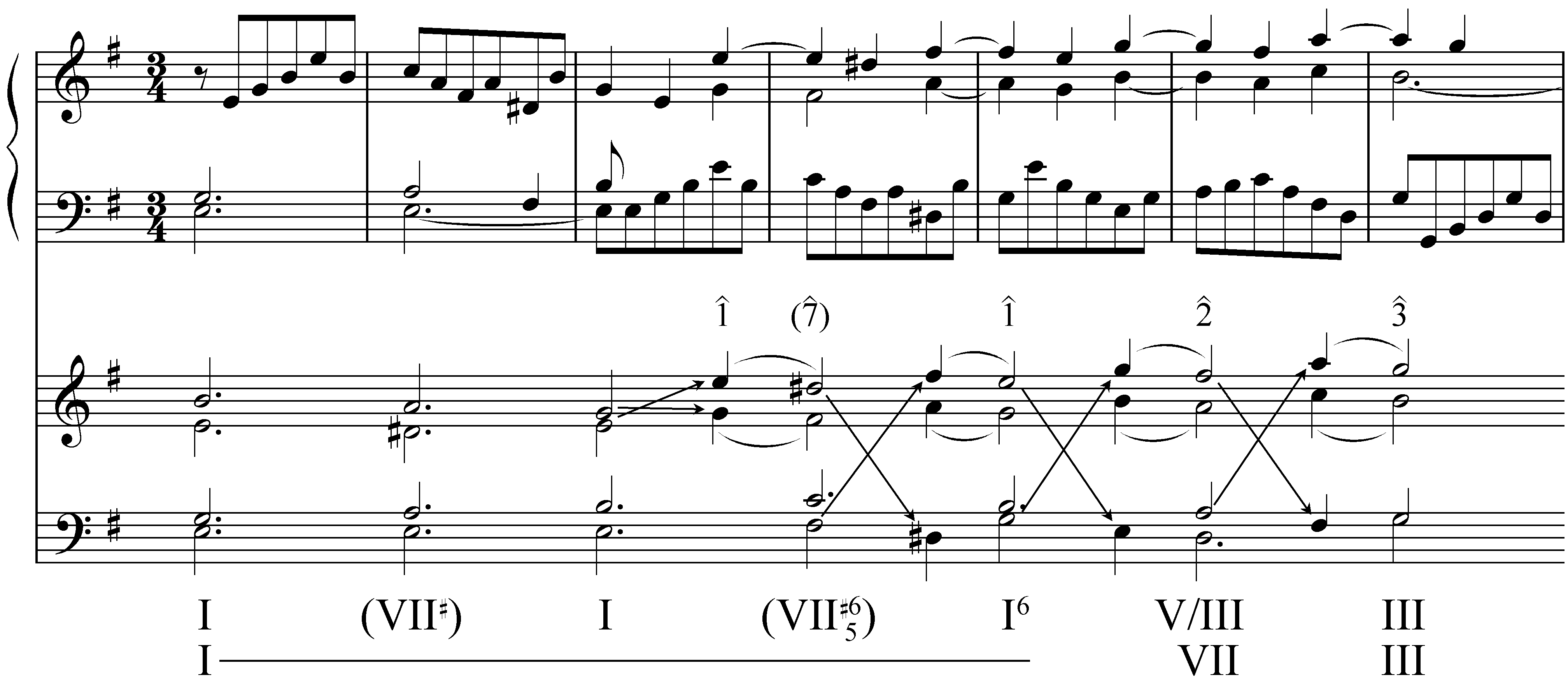
Détails de la conduite des voix dans le Petit Prélude en mi mineur, BWV 941. Du dernier accord de chaque mesure au premier de la mesure suivante, tous les mouvements mélodiques sont par mouvement conjoint. À l'intérieur de chaque mesure par contre, des déplacements à l'octave produisent une conduite des voix plus complexe, mais néanmoins parcimonieuse.

Schenker attribue la règle à Cherubini, mais celui-ci avait seulement dit que le mouvement conjoint devait être préféré.
Le concept de Fließender Gesang est courant dans la théorie allemande du contrepoint. Les schenkériens modernes ont fait du concept de « fluidité mélodique » un élément important de leur enseignement de la conduite des voix,.
La fluidité mélodique joue un rôle déterminant dans la théorie néo-riemannienne, qui décompose les mouvements d'un accord à l'autre en un ou plusieurs mouvements parcimomieux. Les mouvements mélodiques parcimonieux se lisent en termes de hauteurs nominales (c'est-à-dire à l'octave près) et peuvent donc rendre compte de conduites des voix complexes, comme dans l'exemple ci-contre du Petit Prélude en mi mineur de Jean-Sébastien Bach, qui illustre d'une part des mouvements d'accord à accord ne faisant réellement appel qu'aux mouvements principalement conjoints (sauf à la basse) et d'autre part des sauts d'octave modifiant la disposition de ces accords.

### Conduite des voix, harmonie et contrepoint
Dans l'exemple ci-dessous, la partition (en a) des quatre premières mesures du Prélude en do majeur du Clavier bien tempéré de Jean-Sébastien Bach est suivie de deux réductions illustrant, la première (en b), la conduite de l'harmonie, et la seconde (en c) la conduite des voix. 

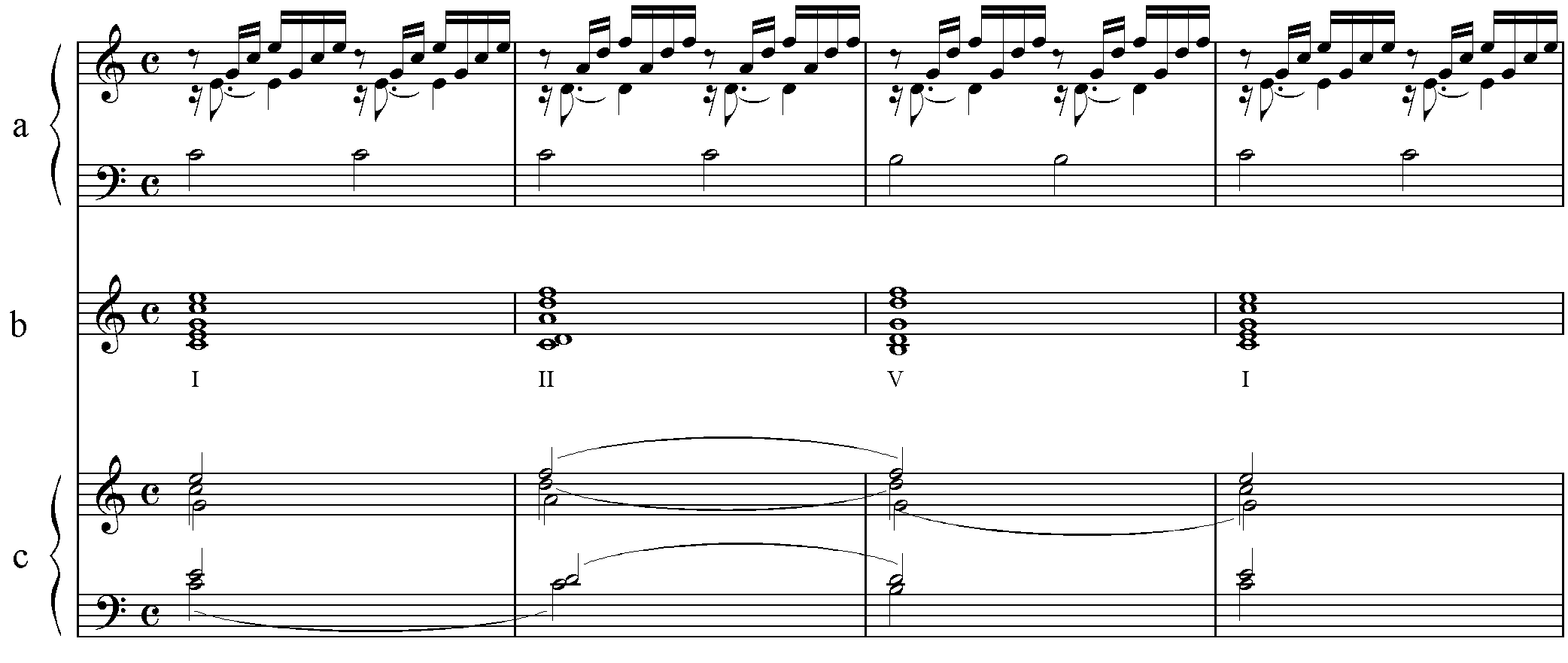
Harmonie et conduite des voix dans les mes. 1-4 du Prélude BWV 846a.

En b, les quatre mesures sont présentées comme constituées de quatre accords, par simple empilement vertical des notes de chaque mesure : le premier et le quatrième sont les mêmes, une triade de do majeur (I) ; le deuxième est un accord de septième sur ré, renversé avec do à la basse (II) ; le troisième est une septième de dominante sur sol, renversée avec si à la basse (V).
En c, les quatre mesures sont présentées comme formées de cinq lignes (voix) identifiées par la direction des hampes. Chaque voix parcourt trois notes : du haut en bas, (1) mi fa — mi ; (2) do — ré do ; (3) sol la sol — ; (4) mi ré — mi ; (5) do — si do. S'il en résulte quatre accords, c'est parce que les voix ne se meuvent pas au même moment ; chacune comprend une note qui se prolonge sur deux mesures, marquée ci-dessus par le signe « — » correspondant aux liaisons dans la réduction.
Les cinq voix se meuvent par mouvement conjoint ; les notes qui n'appartiennent pas aux accords de do peuvent toutes êtres analysées comme des broderies. Pour cette raison, ces quatre mesures peuvent être lues aussi comme un seul accord de niveau supérieur, do majeur, brodé à toutes ses voix.
Les règles de conduite des voix, si elles s'appuient sur l'harmonie, sont surtout celles qui régissent chacune des parties dans une polyphonie ou un contrepoint. Elles sont à première vue identiques aux règles du contrepoint et la question ne semblerait pas demander un traitement particulier. Mais le concept de conduite des voix s'est développé comme concept indépendant lorsque Schenker a souligné son importance dans le « contrepoint libre », par opposition au contrepoint rigoureux. Il écrit :
Toute technique musicale peut être ramenée à deux éléments fondamentaux : la conduite des voix et la progression des degrés harmoniques. De ces deux éléments, la conduite des voix est le plus ancien et le plus original.
La théorie de la conduite des voix sera présentée ici comme une discipline fondamentalement unifiée, complète en elle-même ; c'est-à-dire qu'il sera montré ici comment, réalisée d'abord sur une base exclusivement vocale [chez Fux], puis dévoilée dans la technique de la basse continue, du choral et finalement de l'écriture libre, elle maintient partout son unité intrinsèque !
Schenker en effet n'a pas présenté les règles de la conduite des voix seulement comme des règles de contrepoint, mais il a montré aussi comment elles sont inséparables des règles de l'harmonie (voir Analyse schenkérienne : Conduite des voix).

### Types de mouvements
On peut caractériser les mouvements des voix par les directions prises par les voix les unes par rapport aux autres : mouvements parallèles, obliques, contraires.

#### Mouvement parallèle

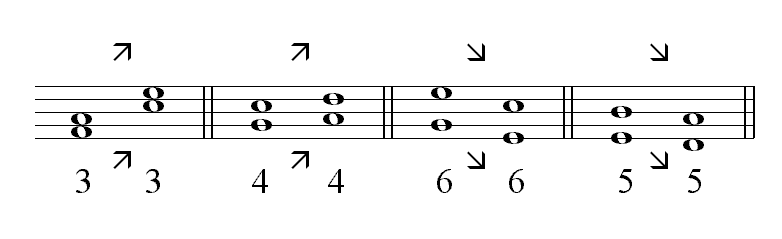
Mouvements parallèles

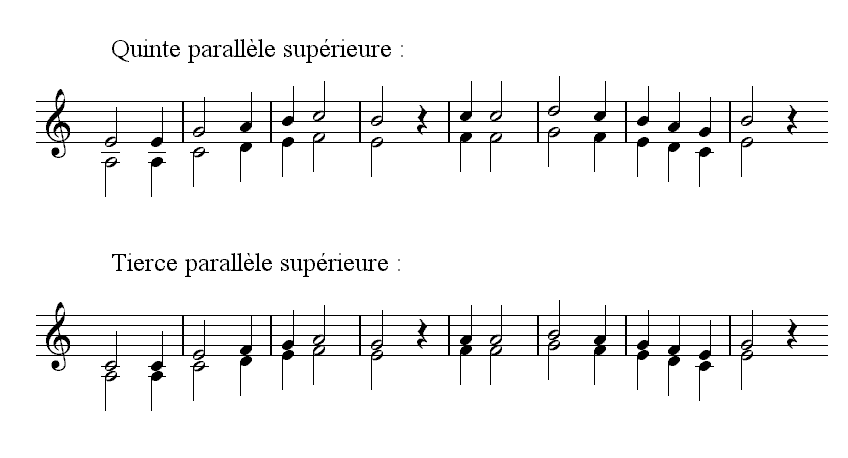
Mélodie avec contre-chant parallèle supérieur

Le mouvement est parallèle lorsque deux lignes mélodiques sont séparées par un intervalle constant. En principe, ce mouvement ne convient qu'aux consonances imparfaites, parce que les consonances parfaites tendent à fondre les voix l'une dans l'autre. Dans le mouvement parallèle, la mélodie d'accompagnement n'est que « l'ombre de la mélodie principale », décalée à une distance constante, un intervalle de même chiffre sépare en effet les deux mélodies.
Le mouvement parallèle a été pratiqué au Moyen Âge à la quinte ou à la quarte, dans ce qu'on a appelé l'organum ; à la tierce ou la sixte, dans ce qui a été appelé gymel ou faux-bourdon. 

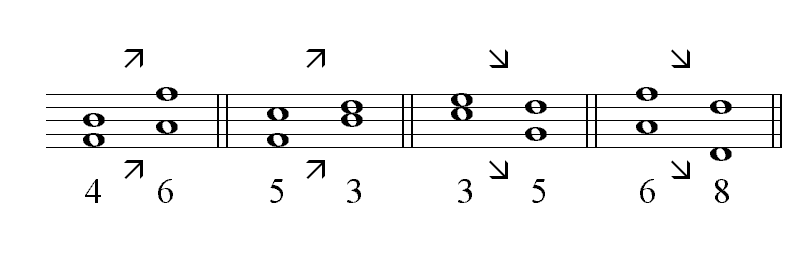
Mouvements directs

Le mouvement direct est celui où les deux parties se déplacent dans le même sens (elles montent ou descendent en même temps), comme dans le mouvement parallèle, mais où l'intervalle entre elles n'est pas constant. Il peut donner le sentiment d'une plus grande indépendance des voix, surtout si le mouvement à la voix supérieure est conjoint. 

#### Mouvement oblique

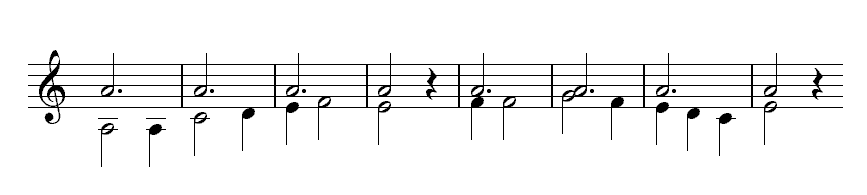
Bourdon supérieur, mouvement oblique

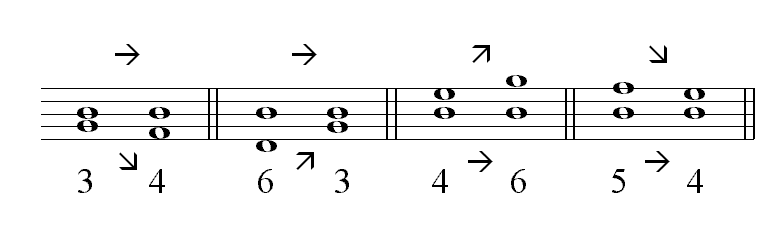
Mouvements obliques

Le mouvement oblique est celui où une partie reste en place tandis que l'autre se déplace. Il est agréable pour l'oreille dans la mesure où elle n'a qu'une seule mélodie à suivre et où il produit un intervalle harmonique toujours nouveau, contrairement au mouvement parallèle. Il permet notamment de préparer une dissonance en faisant entendre une de ses notes dans l'intervalle harmonique précédent. Il faut éviter d'arriver sur l'unisson par un mouvement conjoint de la voix en mouvement ; par contre, on peut quitter l'unisson par un mouvement oblique.
Les bourdons de certains instruments traditionnels (cornemuse, vielle à roue) engendrent un mouvement oblique par rapport aux mélodies qu'ils accompagnent.

#### Mouvement contraire

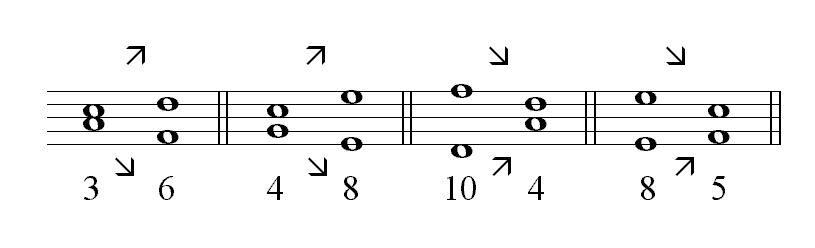
Mouvements contraires

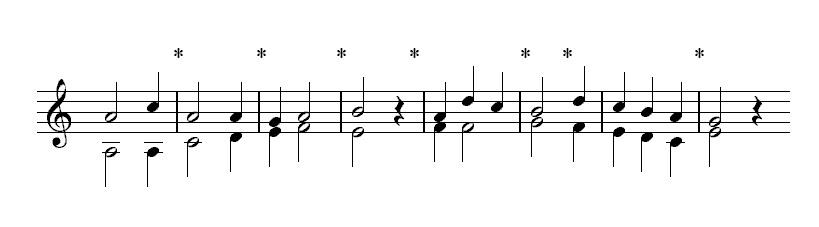
Contrepoint supérieur, mouvements contraires

Le mouvement contraire se réalise lorsque les deux parties se déplacent en sens inverse — c'est-à-dire lorsque l'une monte et que l'autre descend. Il est à éviter lorsqu'il produirait des consonances parfaites consécutives (quinte suivie d'octave, quarte suivie d'unisson, etc.).

#### Échange des voix

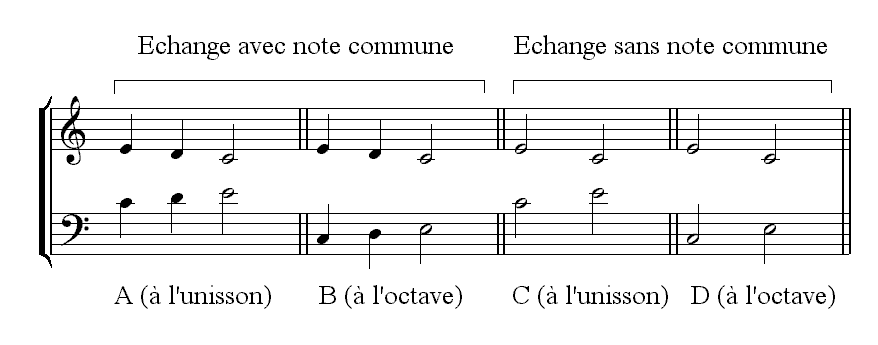
Échange entre notes d'un accord

L'échange des voix est un cas particulier de mouvement contraire dans lequel chaque partie progresse vers la note de l'autre partie. Il peut avoir lieu avec note commune (exemples A & B) ou sans (exemples C & D) et peut se faire soit à l'octave (exemples B & D), soit à l'unisson (exemples A & C). Un échange à l'unisson provoque un croisement entre les parties concernées (exemples A & C).